# Teatro das Artes
Teatro das Artes é um teatro localizado na cidade de São Paulo. Está situado no distrito de Pinheiros, dentro do Shopping Eldorado.

## Crítica
Em 28 de setembro de 2014, foi publicado na Folha de S.Paulo o resultado da avaliação feita pela equipe do jornal ao visitar os sessenta maiores teatros da cidade de São Paulo. O teatro do local foi premiado com duas estrelas, uma nota "ruim", com o consenso: "Mesmo chegando meia hora antes para comprar ingresso, você corre o risco de entrar atrasado — a bilheteria fica com filas imensas. Os funcionários não foram nada simpáticos no dia da visita. O espaço entre as poltronas é muito pequeno e, quase sempre, a pessoa sentada à frente atrapalha a visão de parte do palco — mesmo que ela seja baixa. Também não há bebedouro. O teatro culpa "a mania do brasileiro de chegar em cima da hora" pelas filas."